# Майзенхайм
Майзенхайм (старое Мейзенгейм, нем. Meisenheim) — город в Германии, в земле Рейнланд-Пфальц. 
Входит в состав района Бад-Кройцнах. Подчиняется управлению Майзенхайм.  Население составляет 2822 человека (на 31 декабря 2010 года). Занимает площадь 10,34 км². Официальный код  —  07 1 33 065.

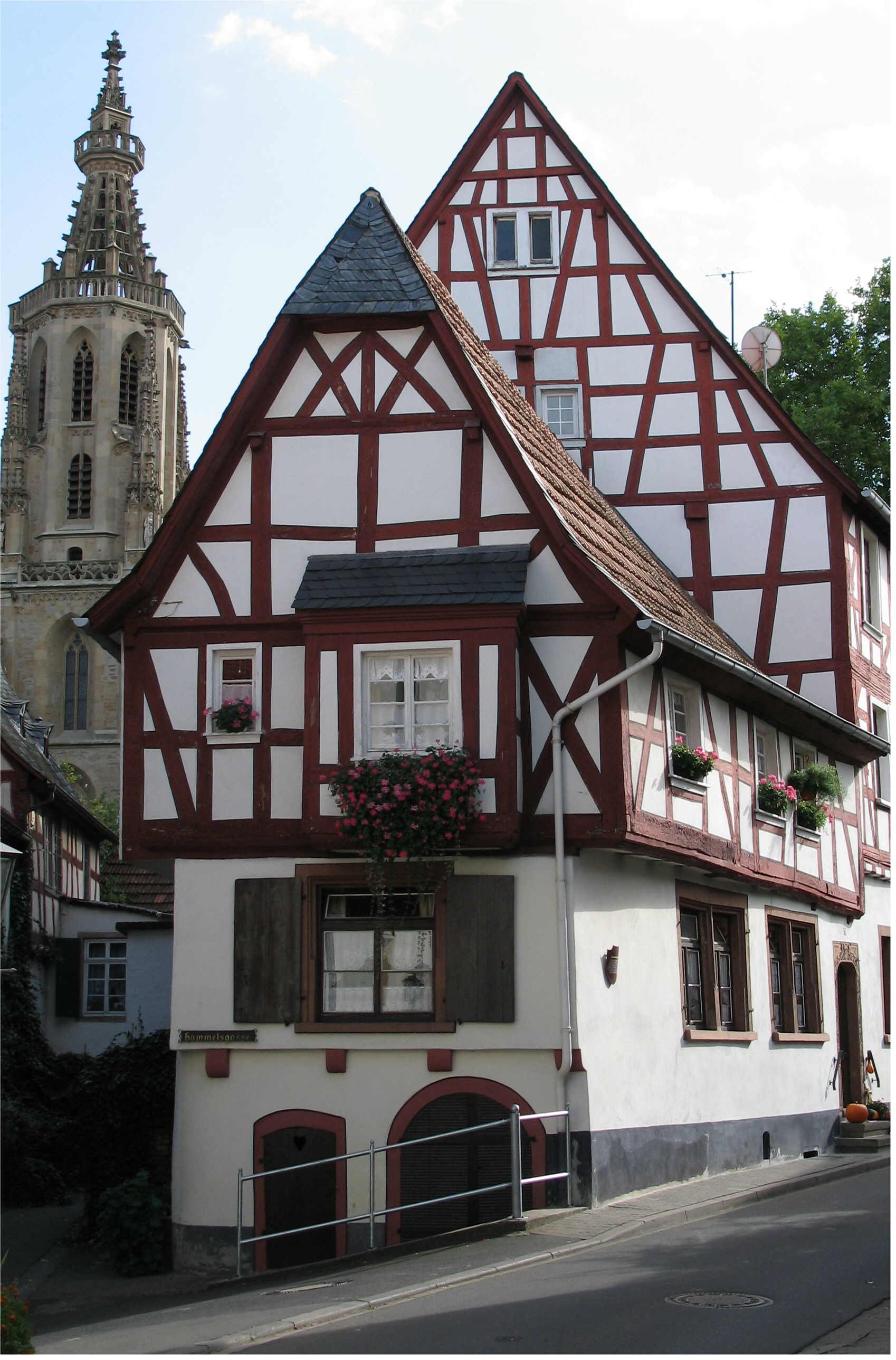
Замок